# Christiaan Moltzer
Christiaan Nicolaas Jacob Moltzer (ur. 12 sierpnia 1875 w Amsterdamie, zm. 20 września 1945 tamże) – holenderski strzelec, olimpijczyk.
Brał udział w Letnich Igrzyskach Olimpijskich 1920. Startował w trapie indywidualnym i w trapie drużynowym. Jego miejsce i wynik indywidualny są nieznane, natomiast w drużynie zajął szóste miejsce.

## Wyniki olimpijskie
| Igrzyska | Konkurencja     | Wynik                    | Miejsce                  | Źródło |
| -------- | --------------- | ------------------------ | ------------------------ | ------ |
| IO 1920  | Trap            | Wynik i miejsce nieznane | Wynik i miejsce nieznane | [ 1 ]  |
| IO 1920  | Trap, drużynowo | 222 punkty drużynowo     | 6 (na 8)                 | [ 2 ]  |